# László Szalay
László Szalay de Kéménd (även Ladislas Szalay), född 18 april 1813 i Buda, död 17 juli 1864 i Salzburg, var en ungersk jurist, politiker och historiker.
Szalay arbetade med juridiskt och publicistiskt författarskap och deltog från 1844 som redaktör för Pesti hirlap i politiska debatter. År 1843 blev han ledamot av det ungerska parlamentet lantdagen och fick ett uppdrag av den ungerska regeringen 1848, då han sändes till Frankfurt am Main för att ordna upp förhållandena mellan Ungern och Tyskland. Detta uppdrag fortsatte han även i Paris och London. Han bosatte sig senare i Schweiz, där han vistades fram till 1855, sysselsatt med historiska studier.
Hans Magyarország története (Ungerns historia i sex band 1851-1862), som beskrev tiden fram till 1705, var av stor betydelse för den ungerska historieskrivningen.
Efter återkomsten till hemlandet fortsatte han sin politiska och vetenskapliga verksamhet och publicerade flera monografier och källpublikationer om Ungerns historia, statsrätt och politik, däribland Magyar történeti emlékek.